# Kasteel Sint-Ulrich
Kasteel Sint-Ulrich (Frans: Château de Saint-Ulrich) is een van drie kastelen (met Girsberg en Haut-Ribeaupierre) die als hoogteburcht op de Franse gemeente van Ribeauvillé in de Elzas in Frankrijk neerkijkt. Het ligt op een hoogte van 528 meter. Het kasteel is sinds 1841 en 1930 een monument historique.
De naam van het kasteel is afkomstig van de kapel die er gevestigd is, genoemd naar de heilige Ulrich van Augsburg. In middeleeuwse teksten is nooit teruggevonden wat de oorspronkelijke naam van het kasteel was en werd het eerder met de familienaam Rappolstein of Ribeaupierre aangeduid.

## Geschiedenis
Van de 11e eeuw tot de 16e eeuw was het kasteel de hoofdresidentie van de heren van Ribeaupierre. Er was oorspronkelijk een eerste kasteel op dezelfde plek sinds 1114 voor de bisschoppen van Bazel. Daarna werd het ingenomen door militairen van keizer Hendrik V van het Roomse Rijk, die de versterking gebruikte in zijn oorlog met de Eguisheimers. Het werd daarna teruggegeven aan de bisschop van Bazel, die het weer in leen gaf aan de Ribeaupierres. Anselmus II de Ribeaupierre wist met succes zijn familie uit het kasteel te verjagen en doorstond daarna twee belegeringen, in 1287 door Rudolf IV van Habsburg en in 1293 door Adolf van Nassau.
In de 15e eeuw werd een in de streek beruchte vrouwelijke crimineel, genaamd Kunegonde von Hungerstein, opgesloten in de donjon en ze deed enkele pogingen om te ontsnappen met haar bewaker.
In de 16e eeuw verliet de familie Ribeaupierre haar kasteel in de heuvels voor een renaissancegebouw (de hedendaagse school van Ribeauvillé). Het kasteel werd deels verwoest en gesloopt tijdens de Dertigjarige Oorlog.

## Galerij

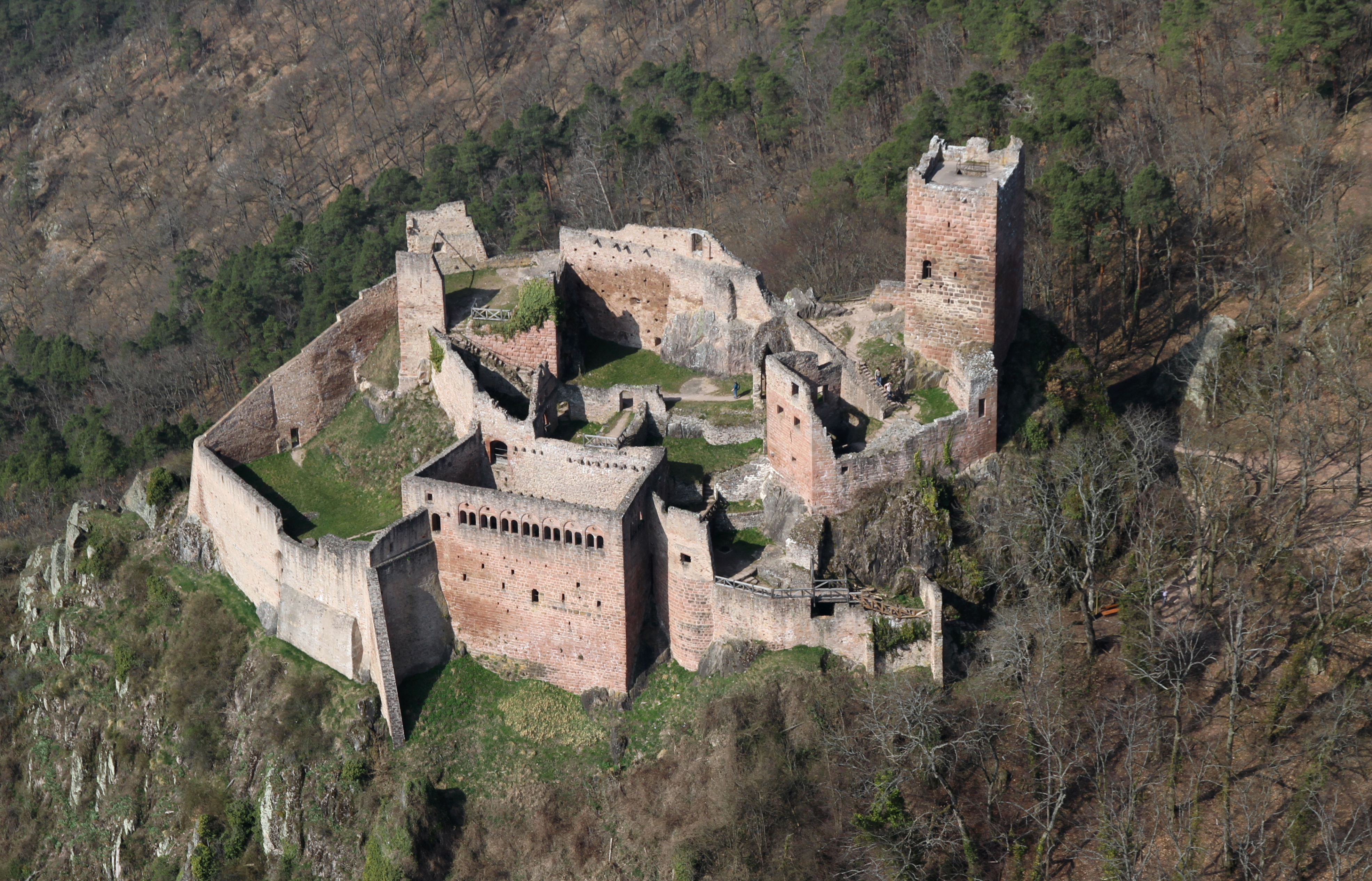
Sint Ulrich in vogelvlucht
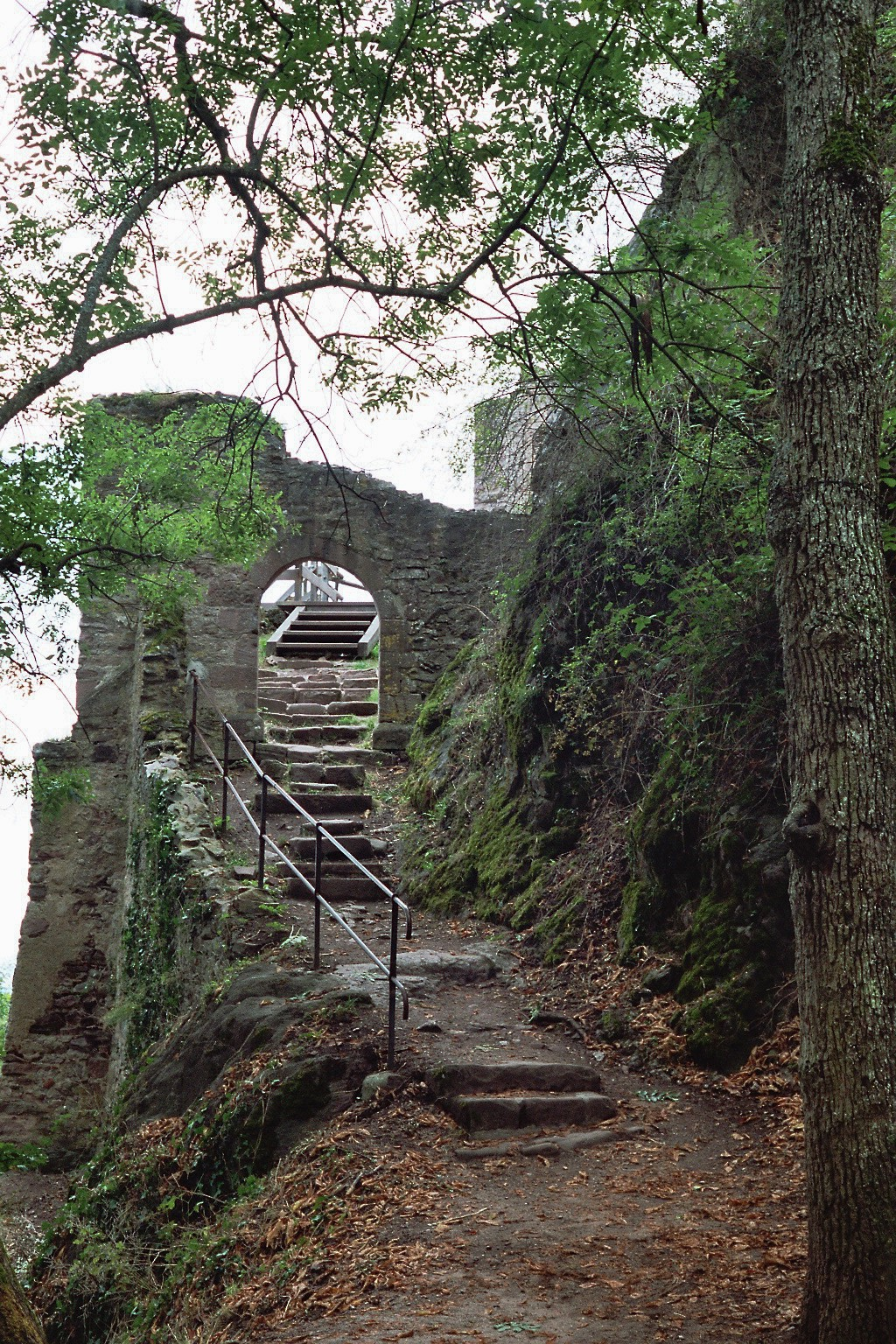
Ingang Sint-Ulrich
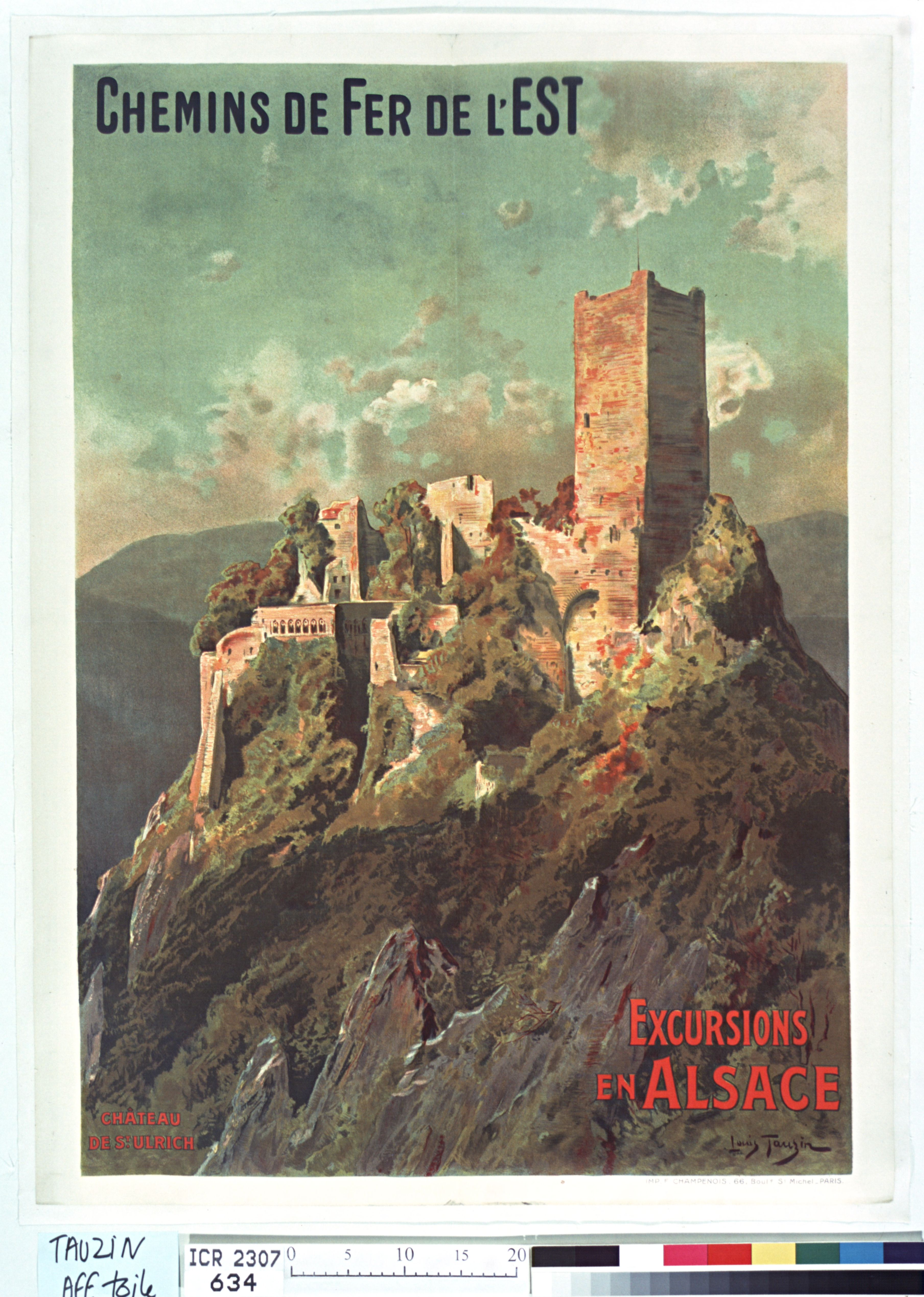
Affiche van Louis Tauzin
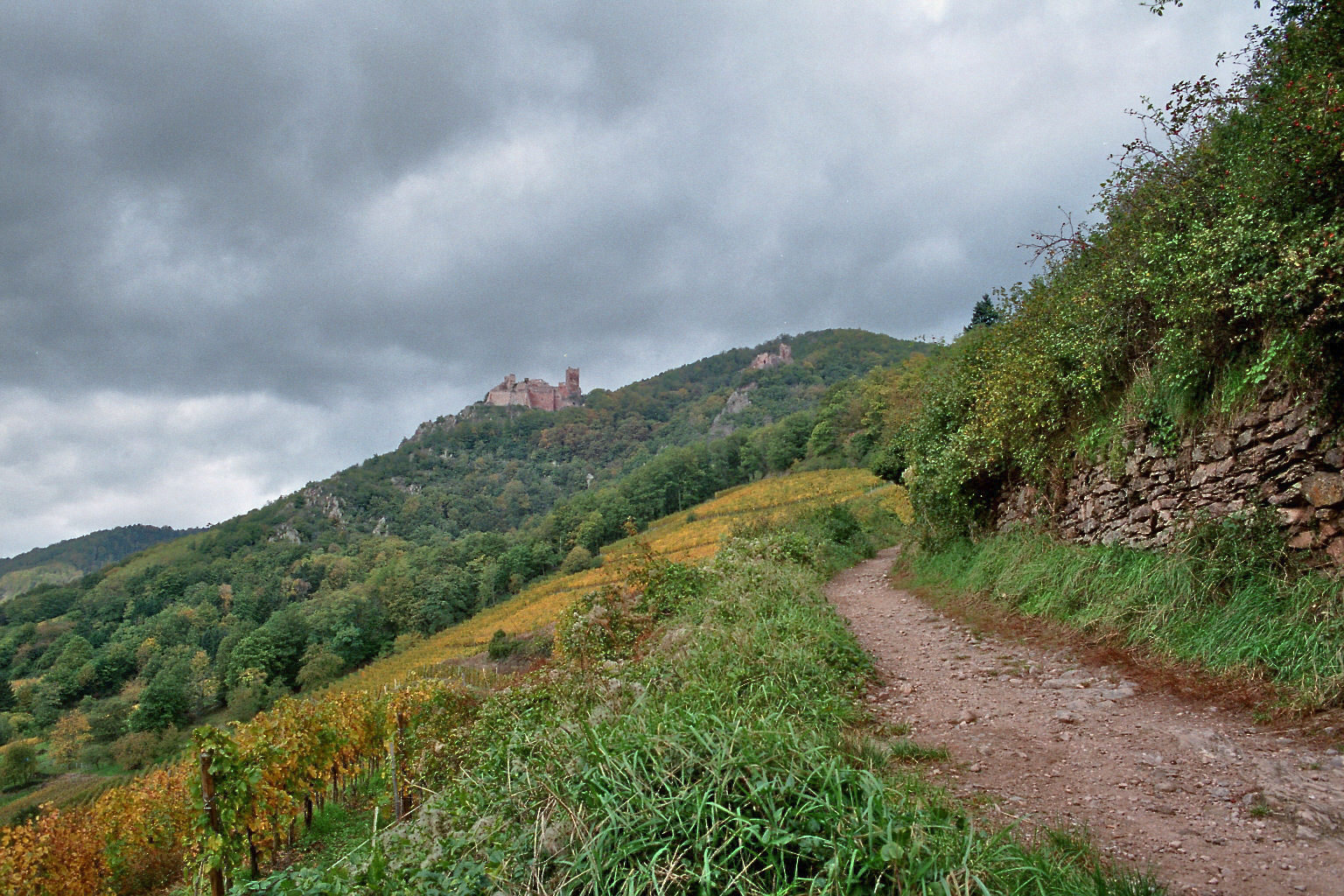
Uitzicht op kasteel Sint-Ulrich